# Dina Halpern
Pour les articles homonymes, voir Halpern.
Dina Halpern est une actrice polonaise de langue yiddish née le 15 juillet 1909 à Varsovie en Pologne, ayant émigré aux États-Unis dans les années 1930.
Elle est décédée le 17 février 1989 à Chicago.

## Biographie
Dina est la nièce de l'actrice Ida Kaminska.

## Filmographie
- 1936 : Al khet de Aleksander Marten
- 1937 : Le dibbouk de Michał Waszyński
- 1937 : Serment solennel de Henryk Szaro